# Wladimir Michailowitsch Sangi
Wladimir Michailowitsch Sangi (russisch Владимир Михайлович Санги; * 18. März 1935 im Nomadenlager Nabil, Sachalin, Sowjetunion) ist der erste Schriftsteller des indigenen Volks der Niwchen. Er schreibt auf Niwchisch und Russisch.

## Leben
Sangi wurde 1935 in Nabil an der Ostküste Sachalins in einer niwchischen Familie geboren. Er war drei Jahre alt, als sein Vater verhaftet und als „Volksfeind“ erschossen wurde. Die Familie lebte danach in großer Armut. 1944 wurde Sangi nach Nogliki auf ein Internat für Kinder indigener Völker geschickt. Nach der vierklassigen Volksschule besuchte er die russische Mittelschule. Nach dem Schulabschluss belegte er ab 1952 die Vorbereitungskurse der Abteilung der Völker des Nordens des Leningrader Staatlichen Pädagogischen Alexander-Herzen-Instituts. Von 1954 bis 1959 studierte er an der Geographischen Fakultät des Instituts und gleichzeitig an der Fakultät für Körperkultur und Sport. Anschließend kehrte er nach Sachalin zurück und unterrichtete Geographie und Sport am Internat Nogliki. 1960 wurde er der für die Völker des Nordens zuständige Inspektor im Exekutivkomitee der Region Ostsachalin. In dieser Funktion besuchte er zahlreiche Wohnlager der Niwchen und sammelte deren Folklore. Als Ergebnis veröffentlichte er 1961 sein erstes Buch Niwchische Legenden (Нивхские легенды). 1962 folgten der Erzählband Blaue Berge (Голубые горы) und der Gedichtband Salzige Gischt (Солёные брызги). Im selben Jahr wurde Sangi in den Schriftstellerverband der UdSSR aufgenommen. Bis zur Mitte der 1970er Jahre erschienen zahlreiche Gedichtbände, Sagensammlungen und große Prosawerke.
1974 erhielt Sangi von Michail Solomenzew, dem Vorsitzenden des  Ministerrats der Russischen SFSR, das Angebot, Mitarbeiter im Apparat der Regierung Russlands zu werden, in dem eine Abteilung für die Entwicklung der Wirtschaft und Kultur der Völker des Nordens geschaffen wurde. In dieser Position konnte Sangi die Schließung der Fakultät der Völker des Nordens in Leningrad verhindern. Er erreichte, dass die Sprache der Niwchen in ihren Siedlungsgebieten an den Schulen gelehrt wird. Schon 1959 hatte er eine Schrift für das Niwchische entwickelt, jetzt beteiligte er sich an der Erarbeitung von Lehrbüchern. Mit Hilfe der 1979 offiziell angenommenen niwchischen Schrift übersetzte er für Schulkinder Werke von Alexander Puschkin, Charles Perrault, Lew Tolstoi und anderen. 1979 schloss er seine Aspirantur am Gorki-Institut für Weltliteratur in Moskau ab. Er arbeitete nun als Sekretär des Vorstands des Schriftstellerverbandes und widmete viel Zeit der Zusammenstellung und Bearbeitung von Werksammlungen nationaler Autoren. Mitte der 1980er Jahre erschienen weitere Werke wie das epische Gedicht Der Mensch des Ych-Mif (Человек Ых-мифа). Für sein Buch Reise ins Nomadenlager Lunwo (Путешествие в стойбище Лунво) wurde er 1986 mit dem Gorki-Preis ausgezeichnet.
Von 1990 bis 1994 war Wladimir Sangi der erste Präsident der Russischen Assoziation der indigenen kleinen Völker des Nordens, Sibiriens und des Fernen Ostens (RAIPON). Im selben Jahr wurde er zum Mitglied des Zentralkomitees der Kommunistischen Partei der RSFSR gewählt. 1993 wählten ihn die Ältesten der Ket-Clans der Ostküste Sachalins und des Tym-Flussbeckens zu ihrem Anführer. Ein Jahr später kehrte er nach Sachalin zurück. 2013 erschien Das Epos der Sachalin-Niwchen (Эпос сахалинских нивхов), eine Sammlung von Legenden, Liedern und Märchen.

## Ehrungen
Sangis Wirken wurde vielfach ausgezeichnet. Er ist Träger der Medaille Für heldenmütige Arbeit, des Ordens „Zeichen der Ehre“, des Ordens der Freundschaft und der Medaille „Für Treue zum Norden“. 2002 gewann er den Gouverneurspreis der Region Sachalin, 2004 den Preis der Kulturstiftung Sachalin. 2013 wurde er Ehrenpräsident der RAIPON.

## Werke
- Нивхские легенды, 1961
- Голубые горы, 1962
- Солёные брызги, 1962
- Семипёрая птица, 1964
- Ложный гон, 1965
- Первый выстрел, 1965
- Легенды Ых-мифа, 1967
- Женитьба Кевонгов, 1975
- Месяц рунного хода, 1985
- Путешествие в стойбище Лунво, 1985
- Человек Ых-мифа, 1986
- Морская поэма, 1988
- Эпос сахалинских нивхов, 2013